# Prorhynchus alpinus
Prorhynchus alpinus és una espècie de lecitoepiteliat prorínquid que habita a Àustria.